# A515高速公路
A515高速公路是法国的一条高速公路，始于Bouc-Bel-Air，终于Bouc-Bel-Air的，与A51高速相连。A515位于普罗旺斯-阿尔卑斯-蔚蓝海岸地区。该高速很短，只有900米。